# Yvette Chauviré

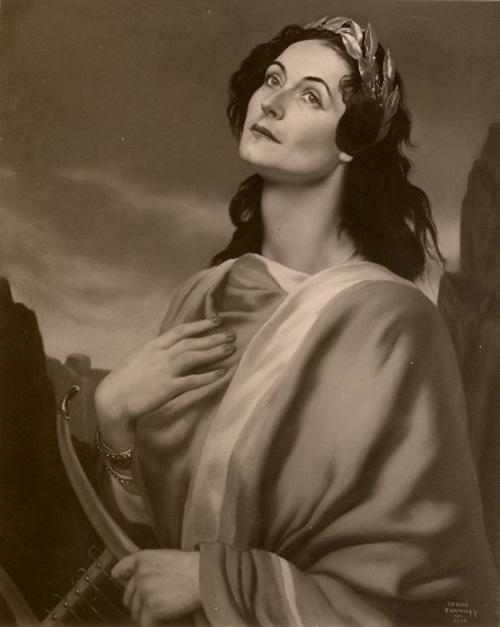
Porträt Yvette Chauvirés von Serge Ivanoff, Paris, 1944

Yvette Chauviré (* 22. April 1917 in Paris; † 19. Oktober 2016 ebenda) war eine französische Balletttänzerin. Yvette Chauviré wird als die bedeutendste französische Ballerina des 20. Jahrhunderts angesehen.

## Leben und Werk
Yvette Chauviré war seit ihrem zehnten Lebensjahr Schülerin der Ballettschule an der Pariser Oper. Sie war dort Schülerin von Boris Kniaseff und Victor Gsovsky. 1934 wurde sie in das Corps de ballet der Pariser Oper aufgenommen, das zu dieser Zeit von Serge Lifar geleitet wurde. Sie stieg dort zur danseuse étoile auf.
In den Jahren 1946 und 1947 machte Yvette Chauviré „Seitensprünge“ und tanzte in dem zu dieser Zeit von Serge Lifar geleiteten Ballett von Monte Carlo. Sie kehrte nach Paris zurück und wirkte als première danseuse étoile. In ihrer späteren künstlerischen Phase trat sie häufig in Paris als Gastballerina auf. Seit 1963 wirkte sie als Conseiller artistique et technique der Pariser Oper.
Yvette Chauviré erlangte besondere Berühmtheit als Interpretin klassischer Ballette wie Giselle und Schwanensee.
1964 wurde Yvette Chauviré zum Ritter der Ehrenlegion ernannt.